# (33827) 2000 ED
(33827) 2000 ED est un astéroïde de la ceinture principale d'astéroïdes découvert en 2000.

## Description
(33827) 2000 ED a été découvert le 1er mars 2000 à l'observatoire astronomique d'Ōizumi, situé à Ōizumi, dans la préfecture de Gunma, au Japon, par Takao Kobayashi.

### Caractéristiques orbitales
L'orbite de cet astéroïde est caractérisée par un demi-grand axe de 2,46 ua, un périhélie de 2,05 ua, une excentricité de 0,16 et une inclinaison de 10,04° par rapport à l'écliptique. Du fait de ces caractéristiques, à savoir un demi-grand axe compris entre 2 et 3,2 ua et un périhélie supérieur à 1,666 ua, il est classé, selon la JPL Small-Body Database, comme objet de la ceinture principale d'astéroïdes.

### Caractéristiques physiques
(33827) 2000 ED a une magnitude absolue (H) de 14,3 et un albédo estimé à 0,045.